# Италијански бојни брод Ђулио Чезаре
Ђулио Чезаре (итал. Giulio Cesare, Јулије Цезар) је био италијански бојни брод класе Конте ди Кавур. Поринут је у Ђенови 1911. године. Користила га је Италијанска краљевска ратна морнарица током Првог и Другог светског рата, те Совјетска након рата под именом Новоросијск (рус. Новороссийск).